# Castries
Castries er den caribiske østat Saint Lucias hovedstad. Byen har 70.000 (2013) indbyggere. Castries blev grundlagt af franskmændene i 1650 og fik navn efter Charles Eugène Gabriel de la Croix, Marquis de Castries. Castries er flere gange blevet genopbygget efter at være blevet ødelagt af brand, bl.a. efter storbranden 19. juni 1948.
Castries ligger på St. Lucias nordvestkyst og ca 65 km fra Martiniques hovedby Fort-de-France.